# Contea di Susquehanna
La contea di Susquehanna (in inglese Susquehanna County) è una contea dello Stato della Pennsylvania, negli Stati Uniti. La popolazione al censimento del 2000 era di 42 238 abitanti. Il capoluogo di contea è Montrose.

## Geografia
La contea si trova nel nord-est dello Stato, al confine con lo Stato di New York. Si tratta di un territorio montuoso. Oltre ai laghi Stillwater e Quaker, i principali corsi d’acqua sono i fiumi Susquehanna e Lackawanna e i torrenti Meshoppen, Tunkhannock, Snake e Starrucca.

### Contee confinanti
- Contea di Broome (New York) - nord
- Contea di Wayne - est
- Contea di Lackawanna - sud-est
- Contea di Wyoming - sud-ovest
- Contea di Bradford - ovest
- Contea di Tioga (New York) - nord-ovest

## Storia
La contea fu creata nel 1810 da parte della contea di Luzerne e deve il suo nome all'omonimo fiume. Il suo nome probabilmente deriva da due parole del popolo Delaware: sisku (“fango”) e hanne (“fiume”).

## Centri abitati[4]

### Borough
- Forest City
- Friendsville
- Great Bend
- Hallstead
- Hop Bottom
- Lanesboro
- Little Meadows
- Montrose (capoluogo)
- New Milford
- Oakland
- Susquehanna Depot
- Thompson
- Union Dale

### Township
- Apolacon
- Ararat
- Auburn
- Bridgewater
- Brooklyn
- Choconut
- Clifford
- Dimock
- Forest Lake
- Franklin
- Gibson
- Great Bend
- Harford
- Harmony
- Herrick
- Jackson
- Jessup
- Lathrop
- Lenox
- Liberty
- Middletown
- New Milford
- Oakland
- Rush
- Silver Lake
- Springville
- Thompson